# Харатян, Фрунзе Арменакович
Фру́нзе Армена́кович Харатя́н (арм. Ֆրունզե Խառատյան, родился 29 сентября 1927, Ереван) — депутат парламента Армении (1995—2003).

## Биография
В 1954 году окончил Ереванский государственный университет. Юрист.
- 1954—1955 — мастер, инспектор по кадрам на Ереванской швейной фабрике им. Клары Цеткин.
- 1955—1956 — инструктор Ереванского горкома ВЛКСМ.
- 1956—1958 — секретарь комитета ВЛКСМ Ереванского завода «Поливинилацетат».
- 1958—1960 — секретарь комитета ВЛКСМ Ереванского политехнического института.
- 1960—1963 — аспирант Ереванского государственного университета. Защитил диссертацию кандидата юридических наук.
- 1963—1970 — преподаватель Ереванского государственного университета.
- 1970—1972 — работал в системе министерства внутренних дел Армянской ССР.
- 1972—1979 — преподаватель Ереванского института народного хозяйства, член ЦК КП Армении.
- 1981—1995 — заведующий кафедрой права Армянского государственного педагогического института.

С 1989 года основатель и ректор частного ереванского университета «Галик».
С 1995 года депутат Национального собрания Армении от КПА. В I созыве Национального собрания (1995—1999) представлял 184-й избирательный округ, во II созыве (1999—2003) — 108-й. Член постоянной комиссии по государственно-правовым вопросам, во II созыве — глава фракции КПА. Член бюро ЦК КПА.